# 아지만 토후국

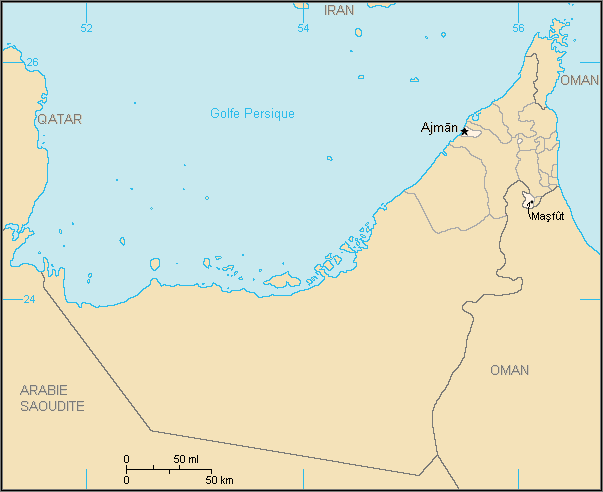
아지만의 위치를 나타내는 아랍에미리트 지도

아지만 토후국(아랍어: عجمان, ‘ajmān)은 아랍에미리트를 구성하는 7개의 토후국 중 하나로 수도는 아지만이며 인구는 361,160명(2008년 기준), 면적은 약 260km2이다. 아랍에미리트에서 가장 작은 토후국이며 페르시아만과 접한다. 북쪽과 남쪽, 동쪽으로는 샤르자 토후국과 접한다.

토후국의 기
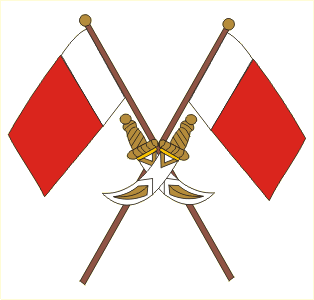
토후국의 문장

## 사진

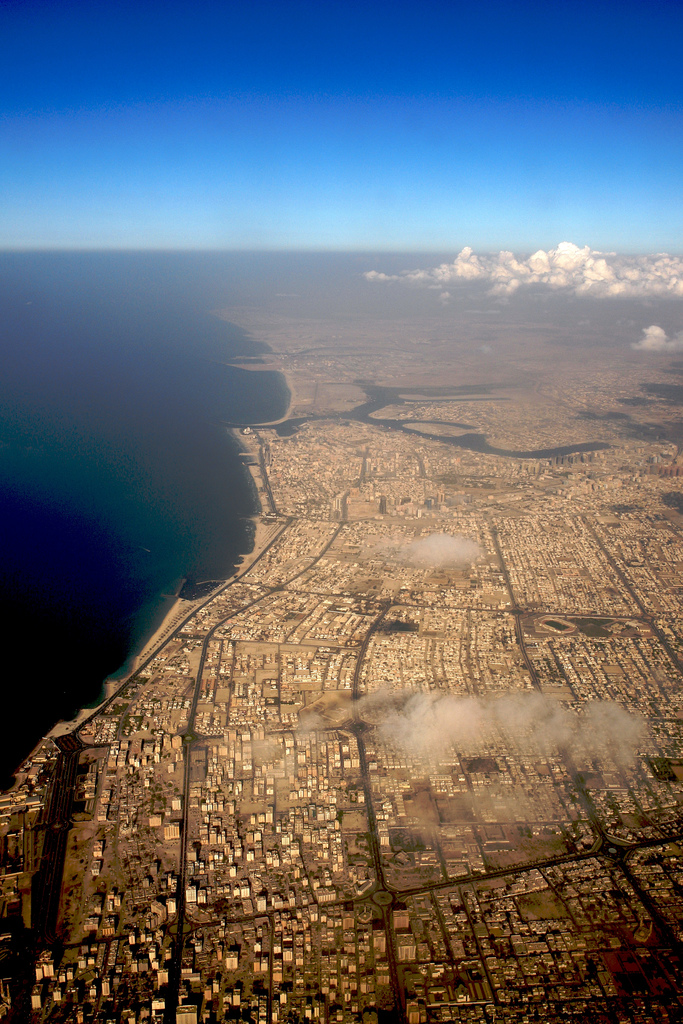
하늘에서 내려다 본 아지만의 모습